# Werner von Haeften
Werner Karl von Haeften (9. oktober 1908 – 21. juli 1944) var en tysk officer, der deltog i den militære konspiration mod Hitler og medvirkede i 20. juli-attentatet.